# 布特维尔
布特维尔（法語：Bouteville，法語發音：[butvil]）是法国夏朗德省的一个市镇，属于干邑区。

## 地理
布特维尔（45°35'58"N, 0°8'11"W）面积12.07 平方千米，位于法国新阿基坦大区夏朗德省，该省份为法国西部内陆省份，北起德塞夫勒省和维埃纳省，东临上维埃纳省，东南至多尔多涅省，南至多爾多涅省，西接滨海夏朗德省。
与布特维尔接壤的市镇（或旧市镇、城区）包括：昂雅克夏朗德、博讷伊、夏朗德河畔新堡、格拉沃圣阿芒、圣梅姆莱卡里耶尔、圣普勒伊、贝勒维涅。

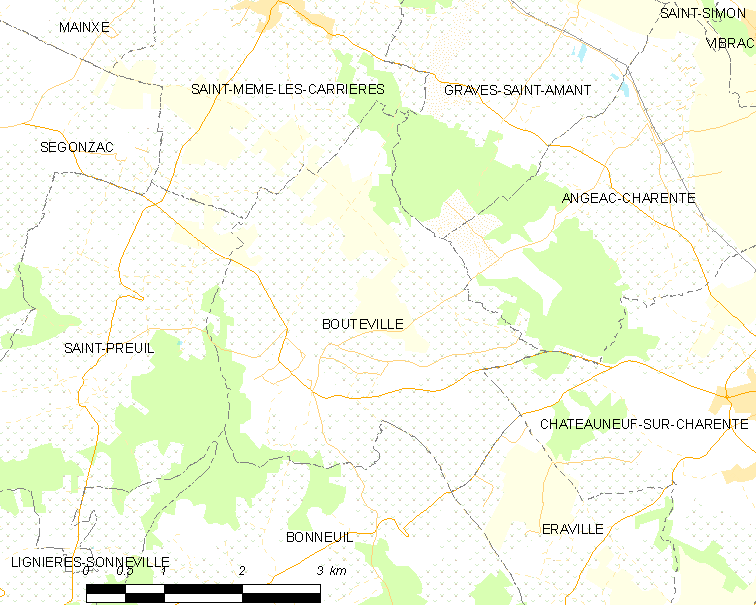
布特维尔的OSM定位图

布特维尔的时区为UTC+01:00、UTC+02:00（夏令时）。

## 行政
布特维尔的邮政编码为16120，INSEE市镇编码为16057。

## 政治
布特维尔所属的省级选区为夏朗德-香槟县。

## 人口

1962-2008年间布特维尔人口变化图示

布特维尔于2022年1月1日时的人口数量为330人。